# Carl Daniel Freydanck

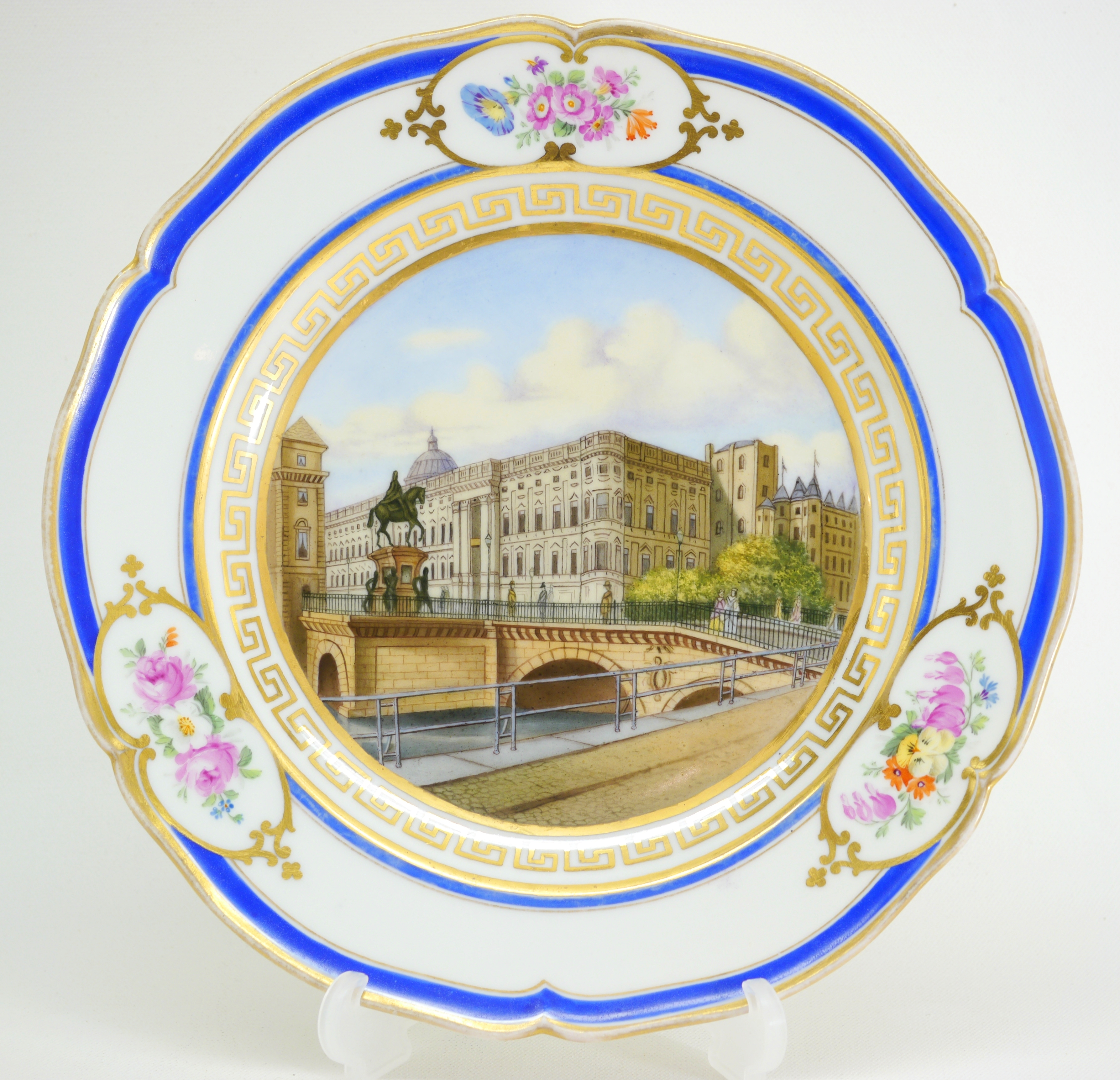
Berliner Schloss mit der Langen Brücke, links das Reiterstandbild des Großen Kurfürsten nach einem Gemälde von Carl Daniel Freydanck, 1842

Carl Daniel Freydanck (* 17. Juni 1811 in Berlin; † 26. November 1887 in Strausberg) war ein Berliner Maler des 19. Jahrhunderts, der ausschließlich Veduten für die Königliche Porzellan-Manufaktur Berlin (KPM) malte.

## Leben

### Zur Person
Carl Daniel Freydanck wurde 1811 als Sohn von Martin Freydanck, einem Arbeiter der Königlichen Porzellan-Manufaktur und seiner Ehefrau Friederike, geborene Schlösken in Berlin geboren. Am 30. Juni 1811 wurde er in der Dreifaltigkeitskirche in Berlin getauft. Freydancks Mutter starb am 5. März 1858 in Strausberg, der Vater am 20. Oktober 1859.
Am 13. April 1839 verheiratete er sich mit Henriette Charlotte Louise Wurstmacher (* 16. Dezember 1818, † 21. Oktober 1888) aus Strausberg. Die Ehe blieb kinderlos.

### Ausbildung
Im Alter von 13 Jahren begann Carl Daniel eine sechsjährige Ausbildung als Malerlehrling in der Königlichen Porzellan-Manufaktur Berlin. In dieser Zeit besuchte er die Zeichenschule des Professors Carl Röthig im Königlichen Botanischen Garten Berlin.
Im Jahre 1830 beteiligte er sich erstmals an der Berliner Akademie-Ausstellung (Nr. 148) mit einer Landschaft in Öl nach Frédéric Frégevize. Ab 1. Januar 1831 war er in der Abteilung Unterglasurmalerei bei den Grünmalern eingesetzt.
Der Manufakturdirektor Georg Frick veranlasste 1832 eine Ausbildung zum Ölmaler bei dem Akademieprofessor Otto Hermann Emil Völcker. Anfang 1837 wurde er zu den Landschaftsmalern versetzt und malte nur noch Skizzen und Ölbilder von Veduten als Vorlagen für die Porzellanmaler.

## Die Bilder

### Entstehung
Freydancks Aufgabe bei der KPM war die Prospektmalerei, Ölbilder von Veduten, die als Vorlagen für die Porzellanmaler der KPM dienen sollten. Ab 1837 fertigte Freydanck zahlreiche Skizzen und Ölgemälde von Schlössern und öffentlichen Gebäuden in Berlin und Potsdam an.
Im Juli 1845 machte Freydanck im Auftrag des Königs eine Reise nach Schlesien in das Hirschberger Tal, um dort von Schlössern der Hohenzollern in Erdmannsdorf und Fischbach
sowie Kirchen und Ortsansichten Skizzen anzufertigen, aus denen er dann in den folgenden Jahren Ölgemälde fertigte.
Im Herbst 1847 folgte eine Reise in die Rheinprovinz Preußens, ebenfalls im Auftrag des Königs, um die Schlösser Koblenz, Stolzenfels und Brühl aufzunehmen. Dabei entstanden auch einige Aussichten aus den Schlössern auf den Rhein und umgebende Landschaften.

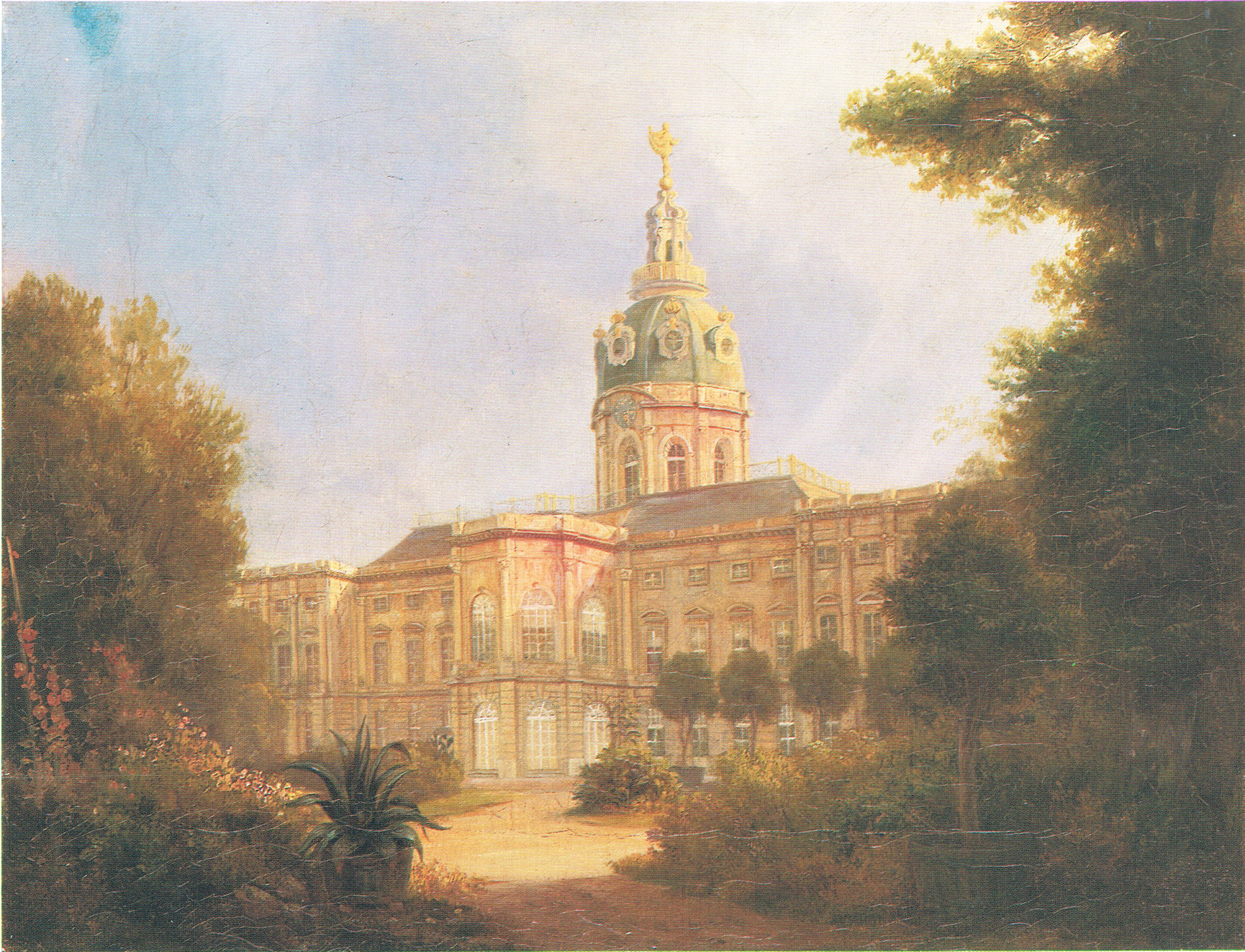
Schloss Charlottenburg, Gartenseite, 1840
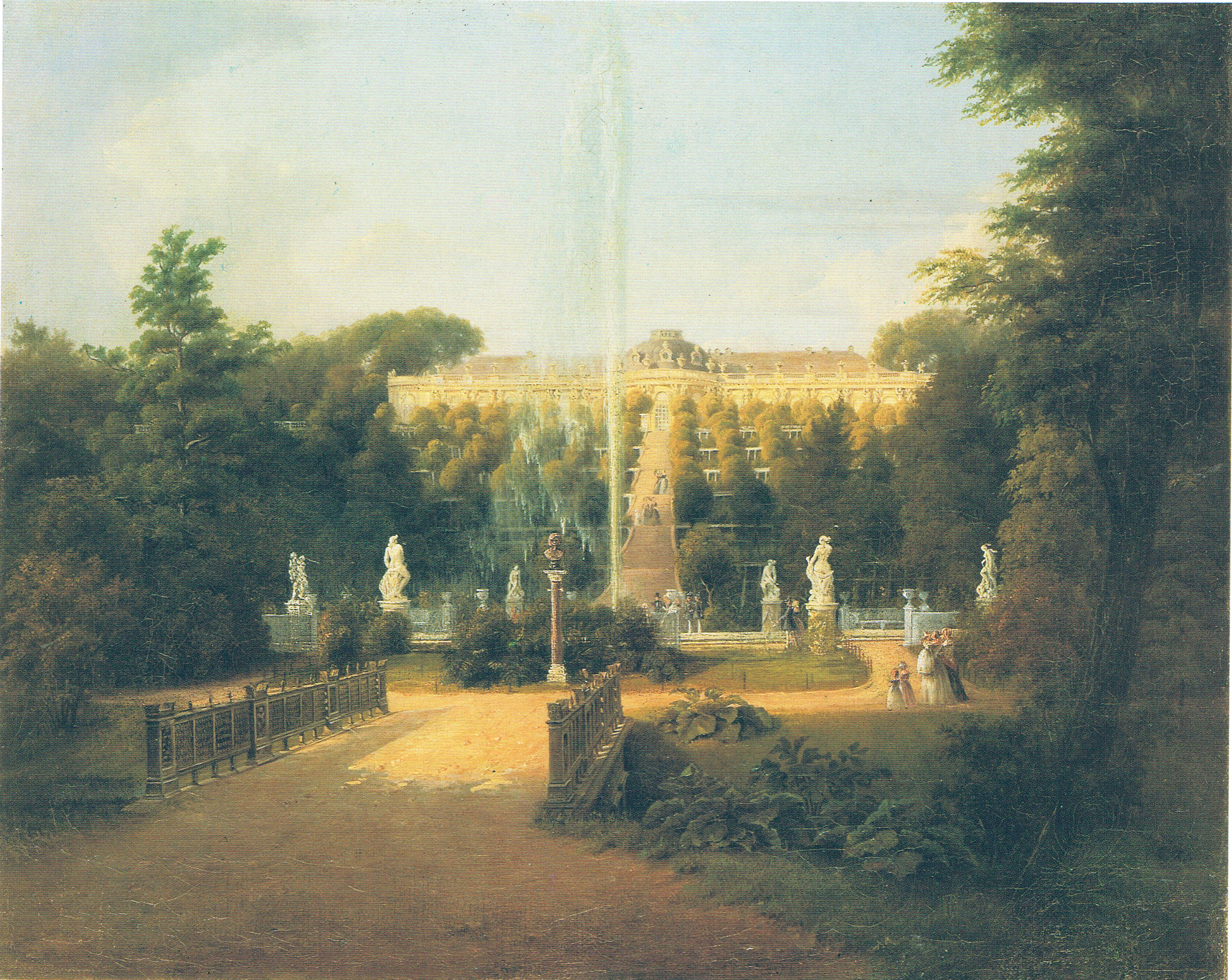
Schloss Sanssouci mit den Terrassen, 1843
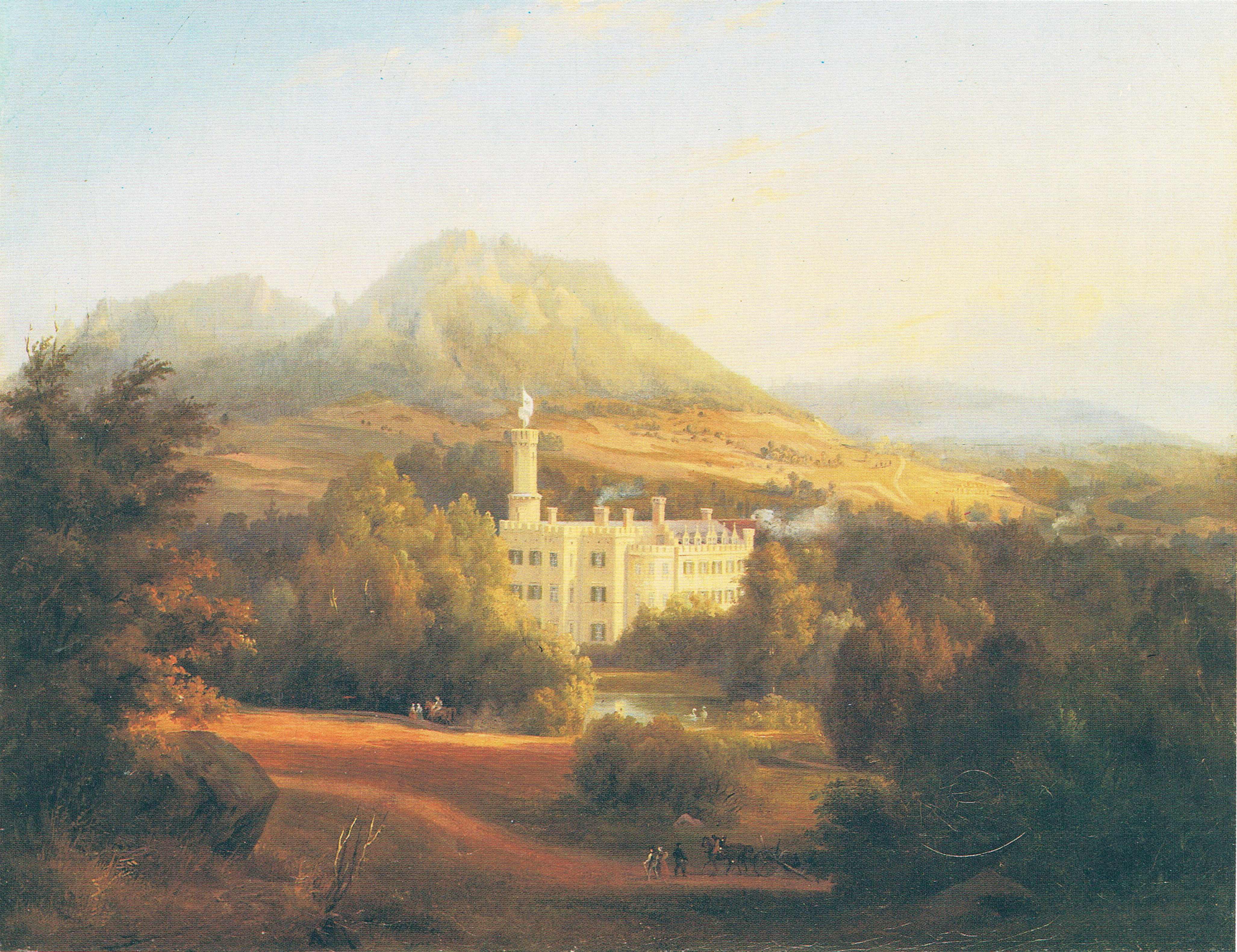
Schloss Fischbach in Schlesien, 1846
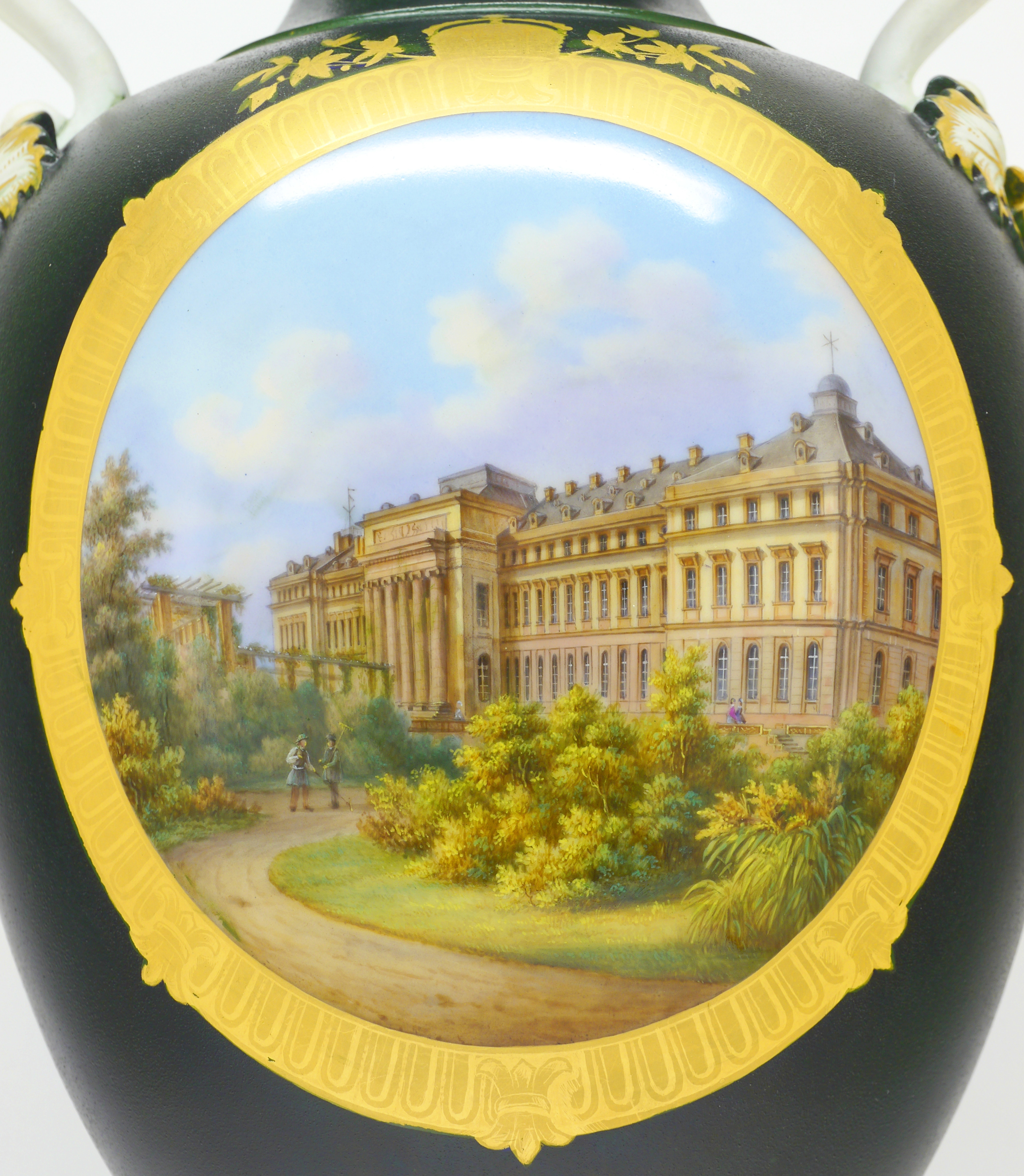
Schloss Koblenz auf einer Porzellanvase nach einem Gemälde von Freydanck, 1848

### Höhepunkte

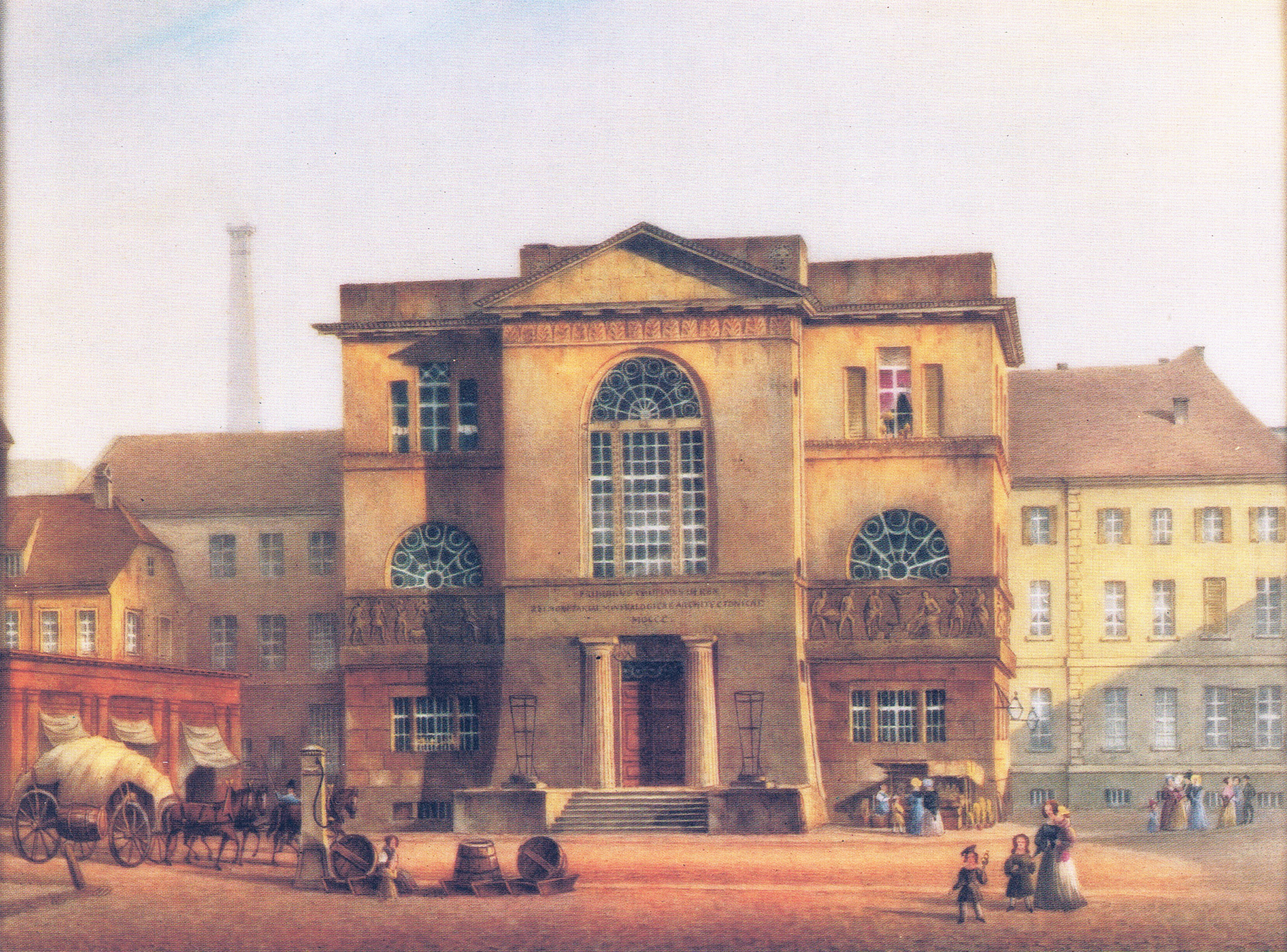
Alte Münze in Berlin. 1840, Porzellanplatte 15,5 × 11,5 cm, Kunstgewerbemuseum Berlin, SMPK, Inv.Nr. 11,24

Da die Porzellanmaler anonym bleiben mussten, war Freydanck als Künstler völlig unbekannt. Seine außergewöhnliche und präzise Darstellung von Veduten und die hohe künstlerische Qualität seiner Auftragsarbeiten sind ihm nur zuzuordnen, weil das KPM-Archiv bewahrt worden ist und für Kunsthistoriker zugänglich war. Erst mit einigen Ausstellungen der Stiftung Preußische Schlösser und Gärten Berlin-Brandenburg seit 1983 wurde Freydanck der Öffentlichkeit als Künstler bekannt. Freydanck hat zwei seiner Gemälde selbst auf Porzellanplatten gemalt. Es sind die Darstellungen der Friedrichswerderschen Kirche und die Alte Münze. Diese beiden Platten sind ein herausragendes Meisterwerk der Porzellanmalerei.

### Verbleib
Sämtliche Werke Freydancks, darunter rund 250 Ölgemälde, befinden sich im KPM-Archiv, das heute von der Stiftung Preußische Schlösser und Gärten Berlin-Brandenburg verwaltet wird und der Öffentlichkeit nicht zugänglich ist. Die Bilder und Skizzen befinden sich bedauerlicherweise in einem sehr schlechten Zustand. Alle Bilder und Skizzen sind kleinformatig und haben ähnliche Maße (circa 36 × 28 cm), damit sie in das optische Übertragungsgerät (Episkop) passen mit dem in der KPM die Bilder auf das zu bemalende Porzellan projiziert wurden um eine vorlagengetreue Malerei zu erreichen. Freydancks Gemälde und Skizzen sind fast alle auf Porzellanen der KPM ausgeführt worden.

### Späte Jahre
Nach der Märzrevolution 1848 wurde Freydanck von der KPM entlassen, wie viele andere Mitarbeiter auch. Er zog dann nach Strausberg, Wilhelmstr. 5–6. Dort arbeitete er als Gärtner.
1846 und 1850 beteiligte sich Freydanck an der Berliner Akademie-Ausstellung mit einigen Werken. 1867 bis 1869 betrieb Freydanck in Strausberg, Vor dem Landsberger Tore Nr. 270, ein Fotografisches Atelier.

## Galerie

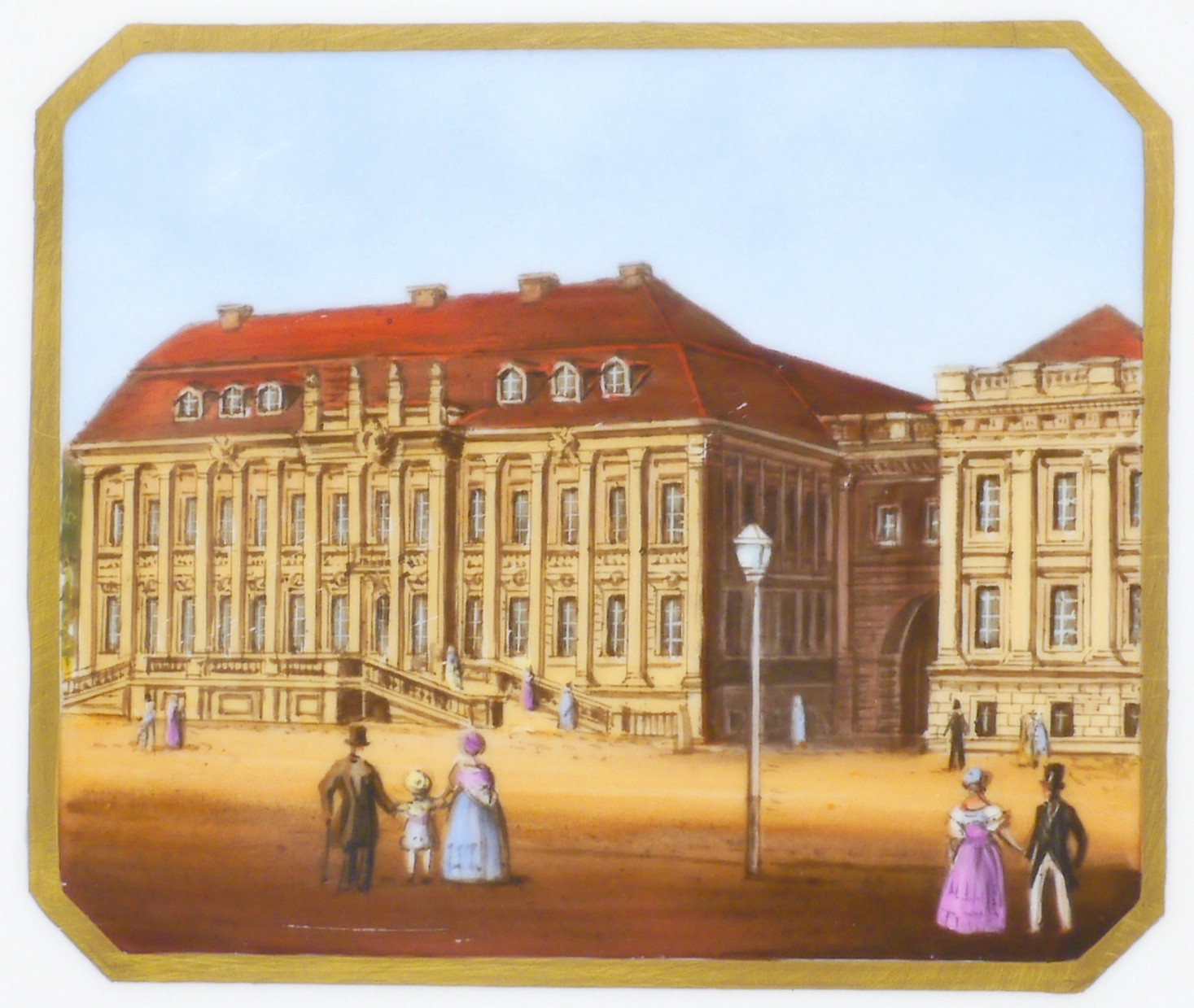
Das Kronprinzenpalais (Berlin) auf einem Porzellanteller nach einem Gemälde von Freydanck, 1838
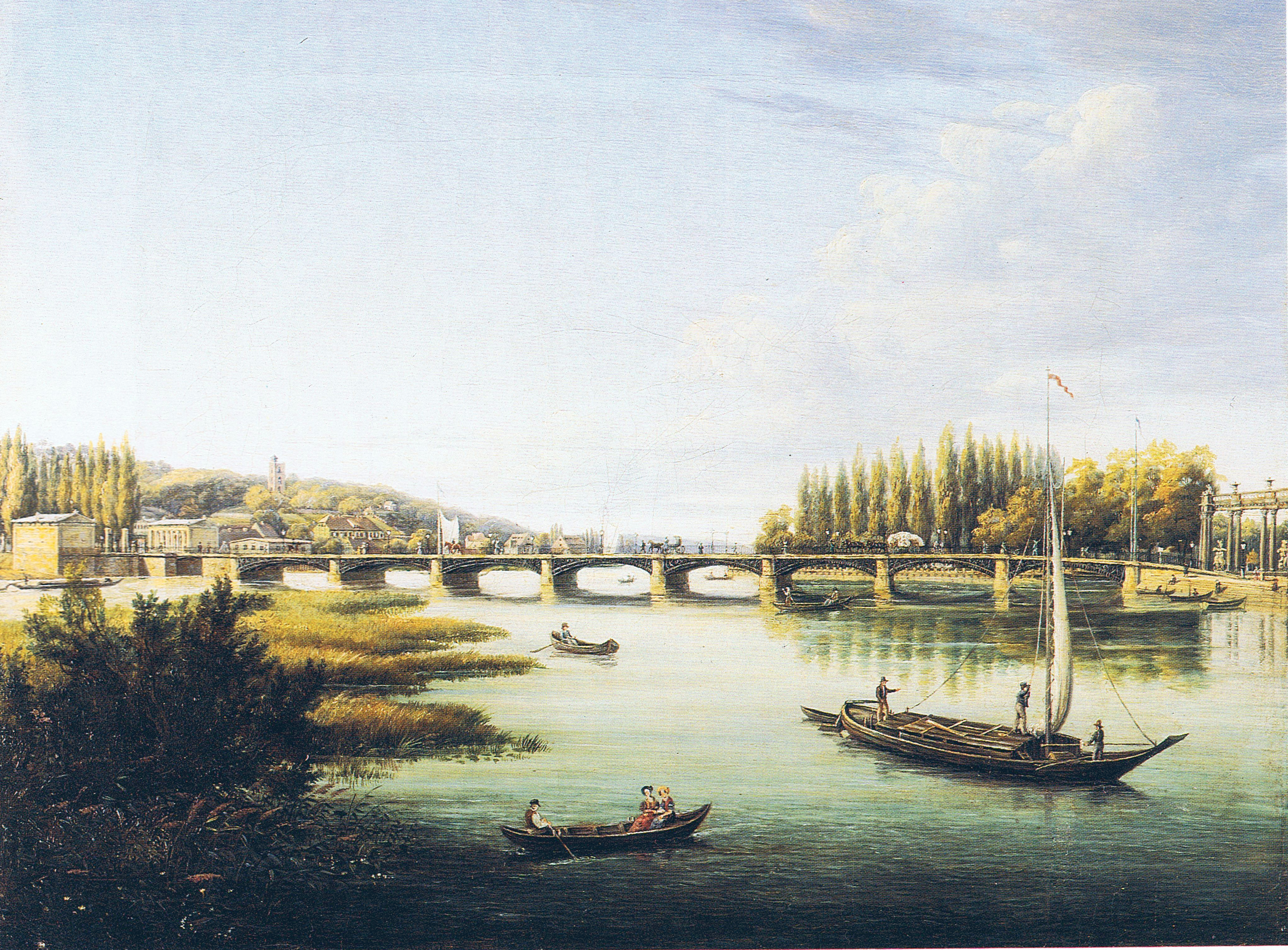
Lange Brücke (Potsdam), um 1838
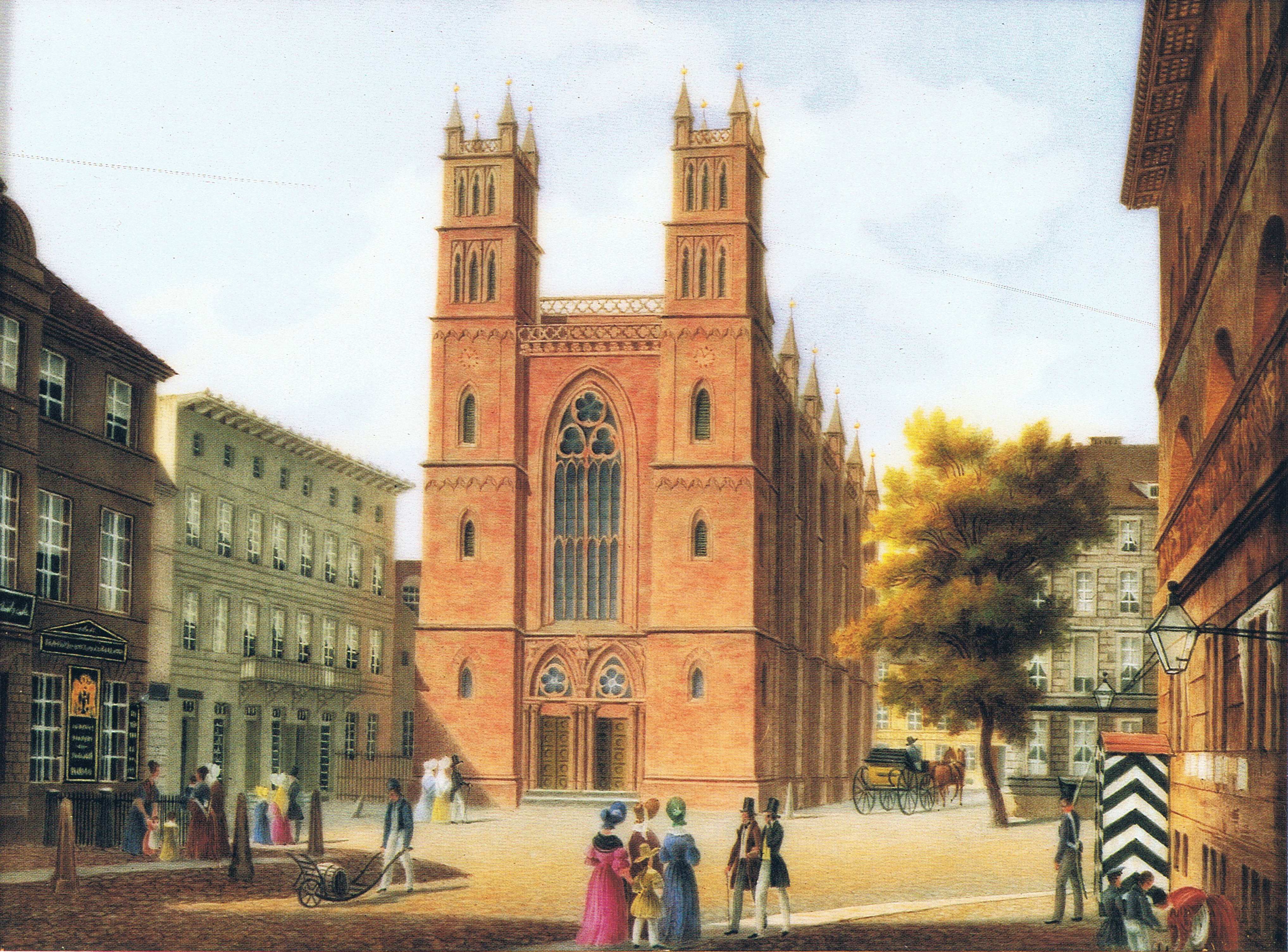
Friedrichswerdersche Kirche in Berlin, 1839, Porzellanplatte 15,5 × 11,5 cm, Kunstgewerbemuseum Berlin, SMPK, Inv.Nr. 11,25
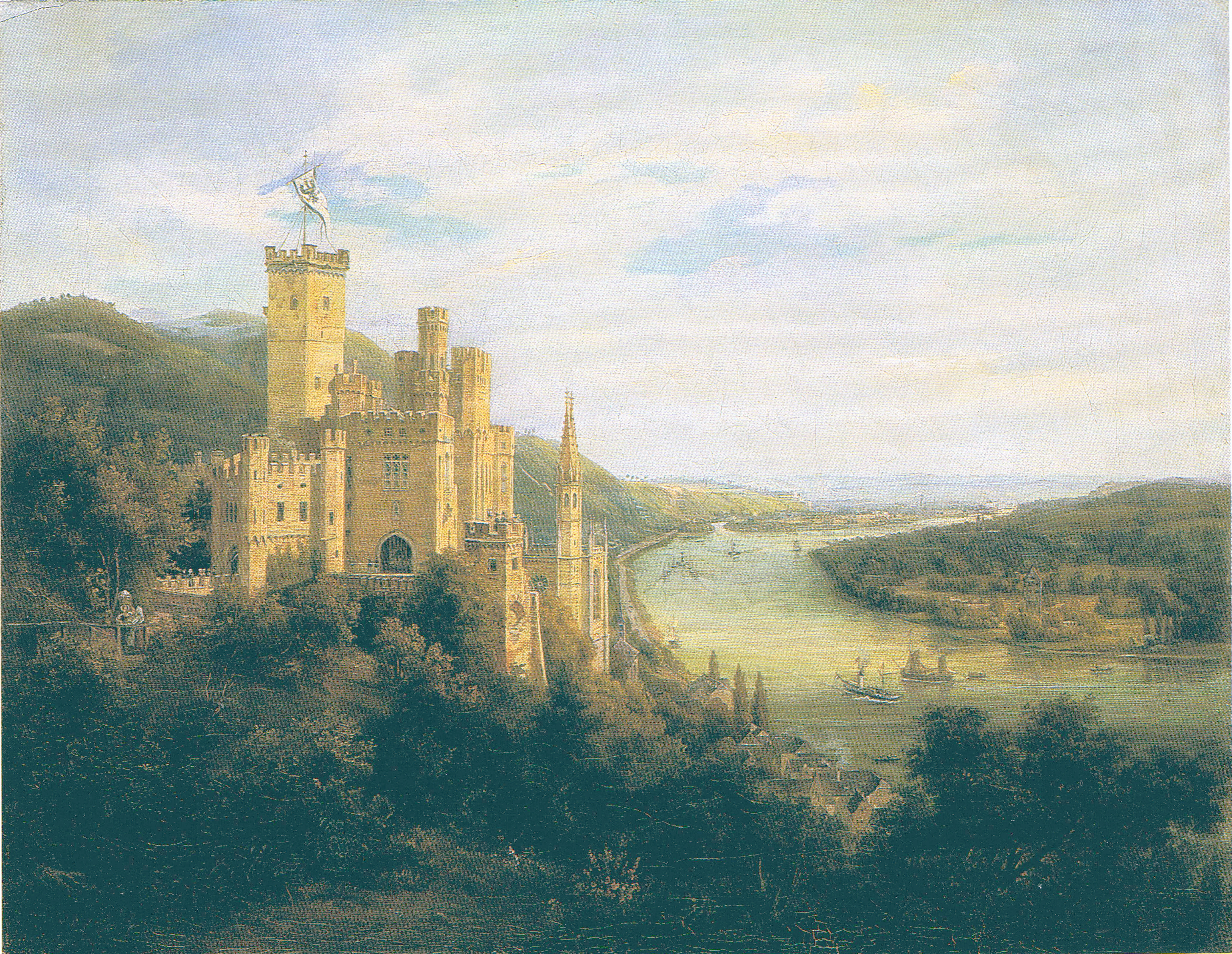
Schloss Stolzenfels am Rhein, 1847/48